# Jochen Trinckauf
Jochen Trinckauf (* 26. Dezember 1953 in Leipzig) ist ein deutscher Verkehrsingenieur und war Inhaber des Lehrstuhls für Verkehrssicherungstechnik an der Fakultät Verkehrswissenschaften „Friedrich List“ der Technischen Universität Dresden.

## Leben
Trinckauf studierte von 1975 bis 1979 Verkehrsingenieurwesen an der Hochschule für Verkehrswesen. Seine Diplomarbeit schrieb er im Bereich Automatisierungstechnik an der Sektion Technische Verkehrskybernetik zum Thema Die Realisierung von Überwachungsproblemen bei einer mikrorechnergesteuerten Haltlichtanlage (mHL). Neben dem Diplom unterzog er sich 1979 auch der Prüfung zum Fahrdienstleiter der Deutschen Reichsbahn.
Von 1979 bis 1983 arbeitete er als wissenschaftlicher Assistent am Lehrstuhl für Verkehrssicherungstechnik der Hochschule für Verkehrswesen. Im November 1984 promovierte er an der Fakultät Technik und Naturwissenschaften derselben Hochschule zum Thema Wegübergangssicherung durch einen Mikrorechner – Eisenbahnsicherungstechnische Konzeption und Verfahren der Softwareentwicklung.
Von 1984 bis 1990 arbeitete Trinckauf als Entwicklungsingenieur für Werkbahnen im Braunkohlenkombinat Senftenberg. Von 1990 bis 1992 war er im Vertrieb von Alcatel-SEL tätig. Zwischen 1992 und 1998 folgten verschiedene Führungspositionen im Bereich der Eisenbahnsicherungstechnik.
1998 wurde Trinckauf, als Nachfolger von Wolfgang Fenner, zum Professor für Verkehrssicherungstechnik an die Verkehrsfakultät der TU Dresden berufen. Zwischen 2003 und 2006 war er auch Prodekan der Fakultät Verkehrswissenschaften.
Am 31. Januar 2022 hielt er seine Abschlussvorlesung an der TU Dresden. Am 19. Januar 2023 wurde er feierlich verabschiedet. Seine Seniorprofessur war zum Jahresende 2022 ausgelaufen. Eine erste Ausschreibung für seine Nachfolge verlief ergebnislos.
Zwischen 2000 und 2006 war er für ein Unternehmen als Geschäftsführer sowie später als Sachverständiger für Bahnsicherungstechnik tätig. Seit 1998 ist Trinckauf Mitglied im Redaktionsbeirat der Fachzeitschrift Signal + Draht.
Trinckauf ist zugelassener Sachverständiger des Eisenbahn-Bundesamtes und mehrerer Landeseisenbahnaufsichten. Er ist wissenschaftlicher Leiter des 2007 von ihm gegründeten Kompetenzzentrums Bahnsicherungstechnik. Aus dessen Geschäftsführung schied er im April 2022 aus.